# Uniprot
Uniprot (z ang. Universal Protein – białko uniwersalne) – ogólnodostępna baza danych dotycząca sekwencji białkowych i informacji o nich, takich, jak struktura i funkcje biologiczne. Każdy wpis jest opatrzony odnośnikami do innych baz danych oraz źródeł. Baza jest aktualizowana co cztery tygodnie, a wszystkie umieszczone w niej dane są objęte licencją Creative Commons CC-BY-ND (a więc: Uznanie Autorstwa – Bez Utworów Zależnych).